# Джанмарко Поццекко
Джанмарко Поццекко (італ. Gianmarco Pozzecco, 15 вересня 1972) — італійський баскетболіст.
Срібний призер Олімпійських Ігор 2004 року.